# 泰洋川禾
泰洋川禾，全称泰洋川禾文化传媒有限公司，是一家中国艺人经纪公司，业务范围包括艺人经纪、商业代言、娱乐营销、投资融资、影视项目研发、明星公益、音乐制作及发行和衍生品开发等。

## 发展概述
前身为杨颖（Angelababy）工作室，2015年6月该公司在微博上发布第一条微博，宣布成立。
2016年起开始进行影视剧项目开发、投资、出品和制作。
2016年楊銘和papi酱创立名為徐州自由自在網絡科技有限公司（簡稱papitube）的網紅經紀公司。papitube於2017年併入泰洋川禾。
2017年成立独立厂牌-泰洋音乐，包括歌手类艺人经纪、音乐类制作、包装、宣传、版权、发行和现场演出。
2017年4月7日宣布完成1.2亿元的人民币融资，宣称与合作艺人非传统的经纪合约，而是以艺人为中心，不要求艺人依附。
2019年3月25日，泰洋川禾文新增股东北京量子跃动科技有限公司（字节跳动全资控股子公司)。

## 艺人

### 男艺人
- 陈赫
- 孙艺洲
- 翟天临
- 尹正
- 张晓龙
- 张颂文
- 孔锤楠
- 王峥
- 常喆宽
- 胡文喆
- 刘超
- 田宜峰
- 王乃超
- 張帆
- 罗凯伦
- 雷皓翔
- 周政杰
- 商振博(奶茶)

### 女艺人
- 周筆暢
- 楊千嬅
- 陈松伶
- 何琳
- 哈妮克孜
- 趙小棠（THE9女团成員）
- 孔雪儿（THE9女团成員）
- 吕妍
- 秦语
- 梦秦
- 王靖雯
- 王小橙
- 袁百梓卉
- 陸妍淇
- 胡林希
- 嚴尚嘉

### 短视频博主
- papi酱
- 网不红萌叔Joey
- 潮爸刘教授

### 已离开
- 周冬雨
- Angelababy
- 李易峰
- 彭博
- 张杰
- 王子文
- 谢娜
- 張鈞甯
- 金晨
- 张佳宁
- 彭小苒
- 丁丁
- 邹杨
- 左卓（转至由原泰洋川禾音乐部独立而成的百沐娱乐）
- 高嘉朗（转至由原泰洋川禾音乐部独立而成的百沐娱乐）
- 金玟岐（转至由原泰洋川禾音乐部独立而成的百沐娱乐）
- 苏诗丁（转至由原泰洋川禾音乐部独立而成的百沐娱乐）
- 弦子（转至由原泰洋川禾音乐部独立而成的百沐娱乐）
- James Lee（转至由原泰洋川禾音乐部独立而成的百沐娱乐）

## 影视制作
电影：《微微一笑很倾城》
网络剧：《极品家丁》、《春风十里不如你》、《镇魂》

## 争议

### 旗下公司與波特王解約事件
2019年12月14日，台灣YouTuber波特王發表一段與中華民國總統蔡英文合作影片。事後，其中國大陆合作夥伴，泰洋川禾旗下公司徐州自由自在网络科技有限公司（papitube），要求其影片不能出現「總統」字眼，波特王拒絕遵從，被對方自行更改微博密碼。papitube其後宣布與波特王解除合作關係，稱堅持「一個中國」原則，又強烈譴責波特王的「不當言行」。蔡英文對事件表示遺憾，指台灣是自由社會，事件難以接受；國民黨總統候選人韓國瑜亦呼籲「政治歸政治，經濟歸經濟」。。